# Eminia
Eminia é um género botânico pertencente à família Fabaceae.